# Certhia himalayana
El agateador del Himalaya (Certhia himalayana) es una especie de ave paseriforme de la familia Certhiidae que vive en Asia.

## Distribución y hábitat
Se encuentra en Afganistán, China, India, Irán, Kazajistán, Birmania, Nepal, Pakistán, Rusia, Tayikistán, Turkmenistán y Uzbekistán.
Sus hábitats naturales son los bosques templados y los bosques boreales.

## Descripción
El agateador del Himalaya presenta un patrón moteado o listado en las partes superiores, en tonos negros, pardos, rojizos y  blancos; su cola presenta listas horizontales. Esta coloración le permite camuflarse entre los troncos de los árboles.

## Taxonomía
Se reconocen cuatro subespecies:
- Certhia himalayana himalayana (Vigors, 1832);
- Certhia himalayana ripponi (Kinnear, 1929);
- Certhia himalayana taeniura (Severtsov, 1873);
- Certhia himalayana yunnanensis (Sharpe, 1902).